# المنتزه الجيولوجي مكون

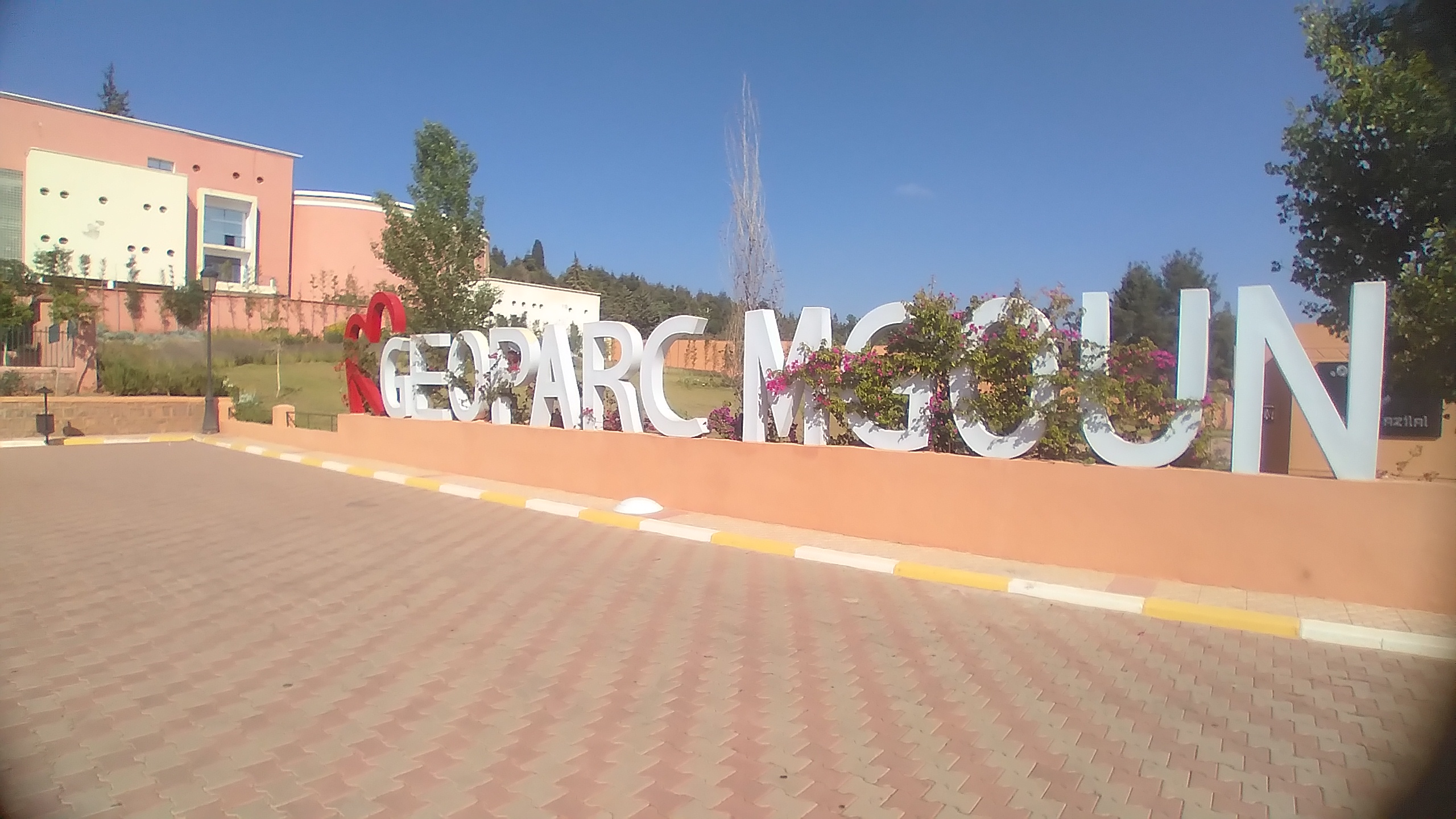
متحف جيوبارك مكون

المنتزه الجيولوجي مكُون هو منتزه جيولوجي بكل من مدينتي بني ملال وأزيلال غرب المملكة المغربية.
يمتد هذا المنتزه على مساحة 12 ألف كلم مربع, (9800 كلم مربع بأزيلال و2200 كلم بمدينة بني ملال), كما يضم مجموعة من المواقع ذات أهمية علمية كبرى على المستوى الجيولوجي كما على المستوى الاركيولوجي والبيئي والثقافي.
كما يعتبر هذا المنتزه, الذي يعد ثمرة عمل منسق بين المجتمع المدني والمصالح والمجموعة العلمية موقعا غنيا من الناحية الجيولوجية فريدة من نوعها تحضى بجمالية نادرة وتراث أركيوليوجي ومعماري وتاريخي ذا قيمة كبيرة (قصبات ونقوش صخرية...)

## الثروة الحيوانية
يضم هذا الفضاء مجموعة من أنواع الحيوانات المهددة بالانقراض من قبيل النسر الملكي وفهد تامكا, إلى جانب العديد من المواقع ذات القيمة العلمية والجيولوجية الكبيرة ومساحة كافية للقيام بنشاط اقتصادي مستدام.